# Cancana
A Cancana Resources Corporation, anteriormente Sola Resource Corp., é uma empresa canadense que tem como foco a exploração e a produção de manganês.
Atua nas minas Rio Madeira e Jaburu, em Rondônia, por meio da empresa Brasil Manganês Corporation (BMC), uma joint venture com a Ferrometals, empresa criada pelo The Sentient Group para se associar à Cancana. A mineradora possui o projeto de manganês Valdirão, em Espigão d'Oeste (RO). A companhia está listada na Bolsa de Valores de Toronto (TSX).

## História
A Cancana foi criada em 1980 e, até 2011, se chamava Sola Resource Corporation.
O início da atividade comercial da Cancana no Brasil foi marcado pelas operações de mineração e de escavação na mina de manganês Valdirão, em Espigão do Oeste (RO), que aconteceram em novembro de 2013. Ainda naquele ano, a mineradora assinou, junto com a Ferrometals, um acordo de compra de ações da Rio Madeira Comércio e Exportação de Minérios, empresa constituída em 2005, que possui reservas de minério de manganês em Espigão d'Oeste (RO).
Em 2014, a Cancana comprou, por US$ 5 milhões, 30% de participação na Brasil Manganês Corporation (BMC), antiga Rio Madeira Comércio e Exportação de Minérios. A joint venture foi formada com a Ferrometals em 2013. Em setembro de 2014, a Cancana, por meio da BMC, fechou um acordo para adquirir uma planta de processamento de manganês e três direitos minerários da Eletroligas, em Espigão d'Oeste (RO).
A Cancana Resources assinou, em dezembro de 2014, um termo de compromisso com a Ferrometals para transferir os direitos minerários que pertenciam à M.L.B. de Nogueira Mineração para a joint venture Brasil Manganês Corporation Mineração (BMC), aumentando a sua participação para 32,5%.
A companhia possui as subsidiárias M.L.B. de Nogueira Mineração e Cancana Brasil Mineração, que possuem autorizações de pesquisas para diamante e manganês em Rondônia. 

### História recente
Em 2015, a Ferrometals aumentou a participação na Cancana Resources em 2,03% para um total de 47,33%. Além disso, a mineradora concluiu, em junho, o levantamento aerogeofísico nas minas Rio Madeira e Jaburu, em Rondônia, considerado o primeiro estágio de um programa sistemático e agressivo de exploração e desenvolvimento.